# 朝鮮水先令
朝鮮水先令（ちょうせんみずさきれい、大正4年制令第5号）は、朝鮮における旧水先法（明治32年法律第63号）の依用について規定した日本の制令。大正4年（1915年）9月21日成立・公布。同年10月1日施行。

## 概要
朝鮮における水先人に関しては，旧水先法20条の規定を除くほか，同法が依用される（1条本文）。ただし、同法中、「海員懲戒法」とあるのは「朝鮮海員懲戒令」、「主務大臣」とあるのは「朝鮮総督」、「海員審判所」とあるのは「朝鮮総督府海員審判所」とそれぞれ読み替えられる（1条ただし書）。
朝鮮総督は、60歳を超える水先人であって、その業務を営むのに適すると認めるときは、5年以内の効力を付した水先免状を授与することができる（2条）。ただし、2条の規定は、朝鮮水先令中改正ノ件（昭和5年制令第3号）によって、削除された（昭和5年（1930年）5月10日施行）。
なお、昭和20年（1945年）には、本令の特例として、朝鮮水先令戦時特例が制定された。
大韓民国成立後も、大韓民国法として有効であったが、1961年12月6日法律第812号として制定された導船法により廃止された。